# Terra in trance
Terra in trance (Terra em transe) è un film del 1967 diretto da Glauber Rocha.

## Trama
Il film è ambientato nella fittizia Repubblica dell'Eldorado, una rappresentazione del Brasile contemporaneo di Rocha. Paulo Martins è un appassionato poeta e giornalista un tempo legato al politico conservatore Porfirio Diaz, che considera il suo “dio del passato”. Man mano che cresce la sua consapevolezza sociale sui problemi della gente decide di rompere il suo rapporto ideologico con Diaz e sostenere la campagna del suo avversario, il progressista Felipe Vieira, per diventare governatore della provincia di Alecrim.
Di fronte al clima di rivoluzione delle classi meno abbienti, Vieira inizia a vacillare come leader del popolo, provocando il disincanto di Paulo, che vede come la realizzazione dei suoi ideali debba passare attraverso la lotta attiva, e non solo attraverso la poetica. Dopo essere precipitato in una crisi ideologica e artistica, in cui mostra la sua personale repulsione nei confronti di Vieira e il dolore causato dal tradimento di Diaz, decide di tornare a Eldorado per ottenere il sostegno dell'imprenditore televisivo Julio Fuentes e utilizzare la sua rete per diffamare Diaz.
Tuttavia Fuentes tradisce Paulo e si unisce alla cerchia di Diaz per prepararsi al colpo di stato. Paulo, intanto, ritorna al fianco di Vieira, ma dopo un incontro in cui il poeta mette in discussione l'intelligenza della gente, viene accusato di essere caotico e irresponsabile e le sue relazioni con il settore progressista sono tese. Mentre il confronto politico raggiunge il suo punto più violento, Vieira decide di rinunciare alla lotta armata e ordina la repressione poliziesca dei reazionari. Paulo, decisamente deluso dalla lotta sociale, abbandona, ma non prima di essere stato ferito dalla polizia di Vieira.

## Produzione
Il film fu prodotto dalla Mapa Filmes.

## Distribuzione
In Brasile il film uscì nelle sale cinematografiche il 2 maggio 1967. Venne presentato al Festival di Cannes il 9 maggio e, in Francia, distribuito dalla Claude Antoine Films, il film uscì in sala i 17 gennaio 1968.

## Riconoscimenti
- 1967 - Locarno Festival
  - Gran premio della Giuria dei giovani